# Agent 51
Agent 51 was een Amerikaanse punkband afkomstig uit Poway, Californië die opgericht in 1995. De band heeft drie studioalbums uitgegeven bij verschillende platenlabels voor het werd opgeheven in 2005. In de loop van hun carrière evolueerde de muziek van klassieke punkrock naar een muziekstijl met aspecten van classic rock en heavy metal.

## Geschiedenis

### Het vroege begin
Agent 51 werd in 1995 opgericht onder de naam Area 51 in Poway, California. De band was aanvankelijk samen met andere melodische punkbands zoals Blink-182 en Unwritten Law een onderdeel van de levendige lokale punkbeweging.
De oorspronkelijk formatie bestond uit gitarist en zanger Chris Armes, basgitarist Jared Herndon, en drummer Eric "Airwick". Herndon verliet de band al snel en werd vervangen door Greg Schneider. Vlak voor het uitgeven van het eerste album veranderde de band zijn naam naar Agent 51, aangezien er al meerdere bands in de omgeving waren die de naam Area 51 gebruikten.

### Eerste twee albums
Het debuutalbum, getiteld Red Alert, werd in 1998 uitgegeven door het lokale platenlabel Alphabet Records. Met de uitgave van dit studioalbum verkreeg de band enige bekendheid in de lokale punkscene. Er werd een videoclip gefilmd voor het titelnummer van het album. Chris Armes nam op dit moment de artiestennaam "Broken Armes" aan, wat verwijst naar een blessure die hij in 1997 opliep waardoor hij een tijd lang met zijn arm in gipsverband moest lopen.
Bij de opname van het tweede studioalbum in 2000 werd drummer Rob Hunter vervangen door Mike Levinson. Het album, getiteld Just Keep Runnin', werd dat jaar uitgebracht via het eigen platenlabel Suburban Hooligans Records. De muziekstijl is sneller en neigt iets minder naar de punk dan Red Alert. De band speelde die zomer op de Warped Tour. Ze namen ook het themanummer op voor de kortstondige kabeltelevisieshow Radiation Nation in San Diego. Het nummer werd later opgenomen voor het compilatiealbum Vans Warped Tour (2001 Tour Compilation). Voor het nummer werd een videoclip opgenomen.
Just Keep Runnin' trok de aandacht van Billie Joe Armstrong, frontman van de poppunkband Green Day en eigenaar van het platenlabel Adeline Records, die het album opnieuw liet uitgeven in 2001 met twee bonusnummers die waren opgenomen met de nieuwe basgitarist Sean Scura, die bij de band was komen spelen nadat Schneider de groep had verlaten.

### Succes en laatste album
Het volgende studioalbum van Agent 51 was The Red & the Black uit 2003 dat werd uitgegeven via het Zuid-Californische platenlabel Surfdog Records. Met dit album groeide de band naar een geluid dat meer doet denken aan het geluid van classic rock- en heavy metal-bands zoals AC/DC, Motörhead en Def Leppard. Het nummer "She's My Heroine" kreeg airplay op de lokale rockzender 91X en het nummer "American Rock n Roll" werd gebruikt in de openingsaflevering van The Real World: San Diego van MTV. Het nummer "Air Raid" werd later gebruikt in de videogame Big Mutha Truckers 2. Het album werd genomineerd in verschillende categorieën tijdens de San Diego Music Awards 2003 en won voor "beste punkalbum". De band werd hierna (aanvankelijk slechts voorlopig) opgeheven vanwege de bezigheden van de bandleden elders. Tot op heden heeft de band enkele reünieconcerten gespeeld, maar Agent 51 is sindsdien, afgezien van deze shows, niet meer actief.

## Leden
| Huidige leden - Chris Armes - gitaar, zang - Eric Davis - gitaar, zang - Sean Scura - basgitaar, zang - Mike Levinson - drums | Voormalige leden - Jared Herndon - basgitaar (1995) - Rob Hunter - drums (1995-1999) - Greg Schneider - basgitaar (1995-2000) - Adam Rapps - drums (2005) |

## Discografie
| Jaar | Titel               | Type        | Label    | Formaat  |
| ---- | ------------------- | ----------- | -------- | -------- |
| 1996 | Demo 1996           | demoalbum   | (geen)   | cassette |
| 1998 | Red Alert           | studioalbum | Alphabet | cd       |
| 2000 | Just Keep Runnin'   | studioalbum | Adeline  | cd       |
| 2003 | The Red & the Black | studioalbum | Surfdog  | cd       |

| Jaar | Nummer             | Album                                    |
| ---- | ------------------ | ---------------------------------------- |
| 1998 | "Red Alert"        | Red Alert                                |
| 2001 | "Radiation Nation" | Vans Warped Tour (2001 Tour Compilation) |